# Национален център за парламентарни изследвания
Националният център за парламентарни изследвания (НЦПИ) е второстепенен разпоредител с бюджет по бюджета на Народното събрание. Той извършва изследвания и социологически проучвания по заявка на Народното събрание, парламентарна група или комисия. Основната цел на НЦПИ е подобряване на качеството на законодателната дейност, на Народното събрание, на Република България.
НЦПИ изготвя последващи оценки на въздействието на законите, възложени от постоянните комисии на Народното събрание, както и експертни оценки на мотивите на законопроектите, внесени за разглеждане в Народното събрание. Целта на извършваните експертни оценки е:
- установяване степента на спазване на изискванията към мотивите на законопроектите;
- изграждане на цялостна експертна и информационна база данни за законодателството, която ще допринесе за постигането на по-високо качество и устойчивост на законодателната политика на Република България.